# Katee Sackhoff
Kathryn Sackhoff, dite Katee Sackhoff, née le 8 avril 1980 à Portland (Oregon, États-Unis), est une actrice et productrice américaine.
Elle acquiert la renommée internationale par le rôle de Kara « Starbuck » Thrace dans la série télévisée de science-fiction Battlestar Galactica (2004-2009). Depuis, elle est considérée comme un visage emblématique de la science-fiction et du fantastique à la télévision, très populaire dans le domaine de la pop culture.
Dès lors, elle confirme cette percée sur le petit écran par le rôle de Dana Walsh dans la huitième saison de la série d'action 24 heures chrono (2010), le rôle de Victoria « Vic » Moretti dans la série policière Longmire (2012-2017) et celui de Niko Breckinridge dans la série de science-fiction dramatique Another Life (2019).
Parallèlement, elle interprète des rôles réguliers dans Nip/Tuck (2009), Les Experts (2010-2011), Flash (2017-2018), The Mandalorian, série de la franchise Star Wars.
Au cinéma, après un second rôle dans Halloween: Resurrection (2002), elle profite de sa notoriété pour jouer dans des films tels que La Voix des morts : La Lumière (2007), The Haunting in Connecticut 2: Ghosts of Georgia (2013), Riddick (2013), The Mirror (2013) et Baba Yaga (2016). Elle est également liée à l'univers de Star Wars, donnant sa voix au personnage Bo-Katan Kryze pour les séries d'animation The Clone Wars et Star Wars Rebels avant de la jouer en prises réelles à partir de 2020 dans les saisons 2 et 3 de la série télévisée The Mandalorian.

## Biographie
Kathryn Ann Sackhoff grandit à St. Helens en Oregon. Sa mère, Mary, coordonne un programme d'enseignement de l'anglais en seconde langue et son père, Dennis, aménage des terrains.
Elle sort diplômée de la Sunset High School de Beaverton, Oregon en 1998. Elle y fait de la natation et du ballet jusqu'à ce qu'elle se blesse au genou, à l'âge de 15 ans. Elle se tourne alors vers le yoga, et surtout au métier d'actrice.
 Sauf indication contraire, les informations mentionnées dans cette section peuvent être confirmées par la base de données cinématographiques IMDb,  présente dans la section « Liens externes ».

### Carrière

#### Débuts et révélation

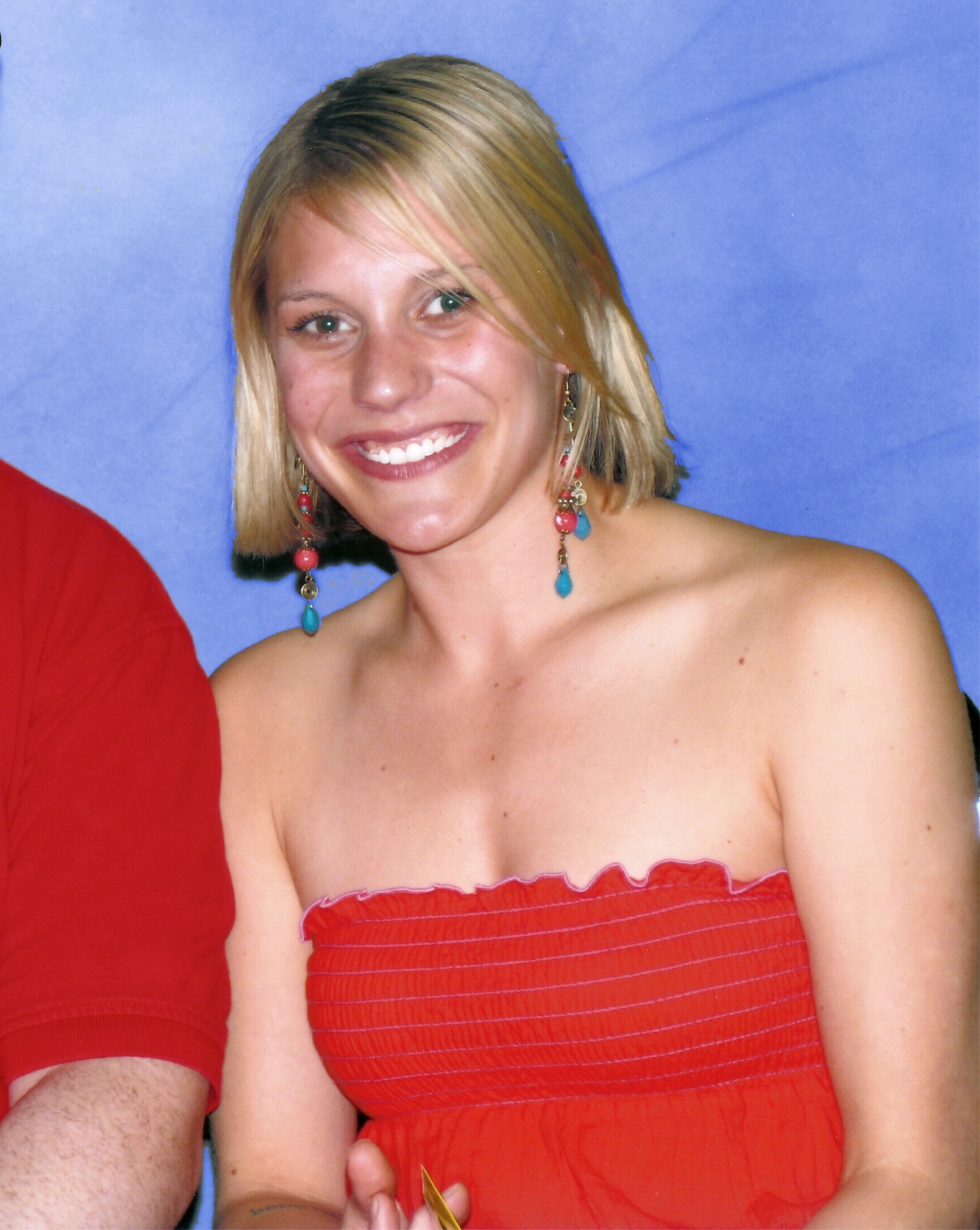
En 2006.

Katee Sackhoff quitte l'Oregon pour Los Angeles et décroche, trois ans plus tard, son premier rôle, celui de Karen Gotus dans le téléfilm du réseau Lifetime, Un choix difficile. Dirigée par Sam Pillsbury, elle y donne la réplique à l'actrice Kirsten Dunst.
Puis, elle obtient ses premiers rôles réguliers dans les éphémères séries Family the Fearing Mind et The Education of Max Bickford. Entre-temps, elle fait ses débuts au cinéma, en 2001, dans l'indépendant My First Meter de Christine Lahti et en 2002, en rejoignant la distribution du huitième volet de la saga Halloween, Halloween: Resurrection.
Elle fait ensuite des apparitions en tant que vedette invitée dans quelques séries comme Urgences, Zoé, Duncan, Jack et Jane, Cold Case : Affaires classées.
C'est en 2003 qu'elle est révélée auprès du grand public par la série télévisée de science-fiction post-apocalyptique Battlestar Galactica. Elle incarne le rôle de Kara « Starbuck » Thrace, une pilote de combat dans la Flotte Coloniale. Dans la série originale, Galactica, son personnage était de sexe masculin, interprété par Dirk Benedict. La décision du créateur de la série Ronald D. Moore de changer le genre du personnage fut controversée à l'origine — principalement par les fans de la série originale — mais le public adopte et valide définitivement la jeune femme. Grâce au succès de la série et à son interprétation, elle est nommée à plusieurs reprises, aux Saturn Awards. Elle remporte d'ailleurs, en 2004, le prix de la meilleure actrice de télévision dans un second rôle.

En 2006, elle est obligée de signer un accord de confidentialité quant à l'avenir de son personnage à l'issue de la saison 3 de Battlestar Galactica. 

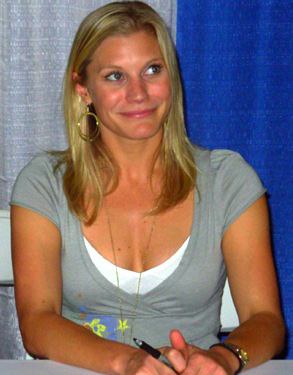
Lors de la convention Wizard World, à Philadelphie, en 2008.

En 2007, la série figure notamment à la deuxième place du palmarès des 25 meilleurs films/séries de science-fiction d'Entertainment Weekly. La même année, Katee Sackhoff a été prise pour le rôle de la première et méchante femme bionique, Sarah Corvus, un personnage initialement prévu pour apparaître seulement dans le pilote, mais finalement récurrent de l'éphémère série qui mélange science-fiction et action, Bionic Woman. Aussi, elle commence à prêter sa voix à des personnages, interprétant une marine féminine dans le jeu vidéo Halo 3. Et à partir de cette année, elle signe afin de prêter sa voix à différents personnages de l'animée Robot Chicken.
Cette année-là, Sackhoff est aussi à l'affiche de La Voix des morts : La Lumière. Un film américano-canadien de Patrick Lussier qui se veut le prolongement du premier opus sorti en 2005 : La Voix des morts et dans lequel elle partage la vedette aux côtés de Nathan Fillion. Le film est laminé par la critique mais la performance de Sackhoof est épargnée.
En 2008, elle est fortement pressentie afin de succéder à Jorja Fox dans la série policière très populaire Les Experts, les producteurs sont tombés sous le charme de l'actrice mais les dirigeants de CBS ne lui ont finalement pas accordé le rôle de Bryce Adams. Elle doit aussi tenir la vedette d'une série de NBC, Lost and Found, mais le projet, produit par Dick Wolf, ne dépasse pas le stade de pilote,. Elle poursuit néanmoins sa collaboration avec le réseau et accepte une apparition en tant que vedette invitée dans un épisode de la 19e saison de New York, police judiciaire.
Battlestar Galactica s'arrête finalement au bout de quatre saisons, en 2009. La même année, elle est un personnage récurrent de la saison 5 de Nip/Tuck, compagne d'un des principaux protagonistes (Dylan Walsh). Un personnage qui est incarné par Rose McGowan dans la saison 6.
Entre 2009 et 2010, elle fait des apparitions en tant que vedette invitée dans la série The Big Bang Theory, dans l'épisode 9 de la saison 3 ainsi que dans l'épisode 4 de la saison 4.

#### Rôles réguliers

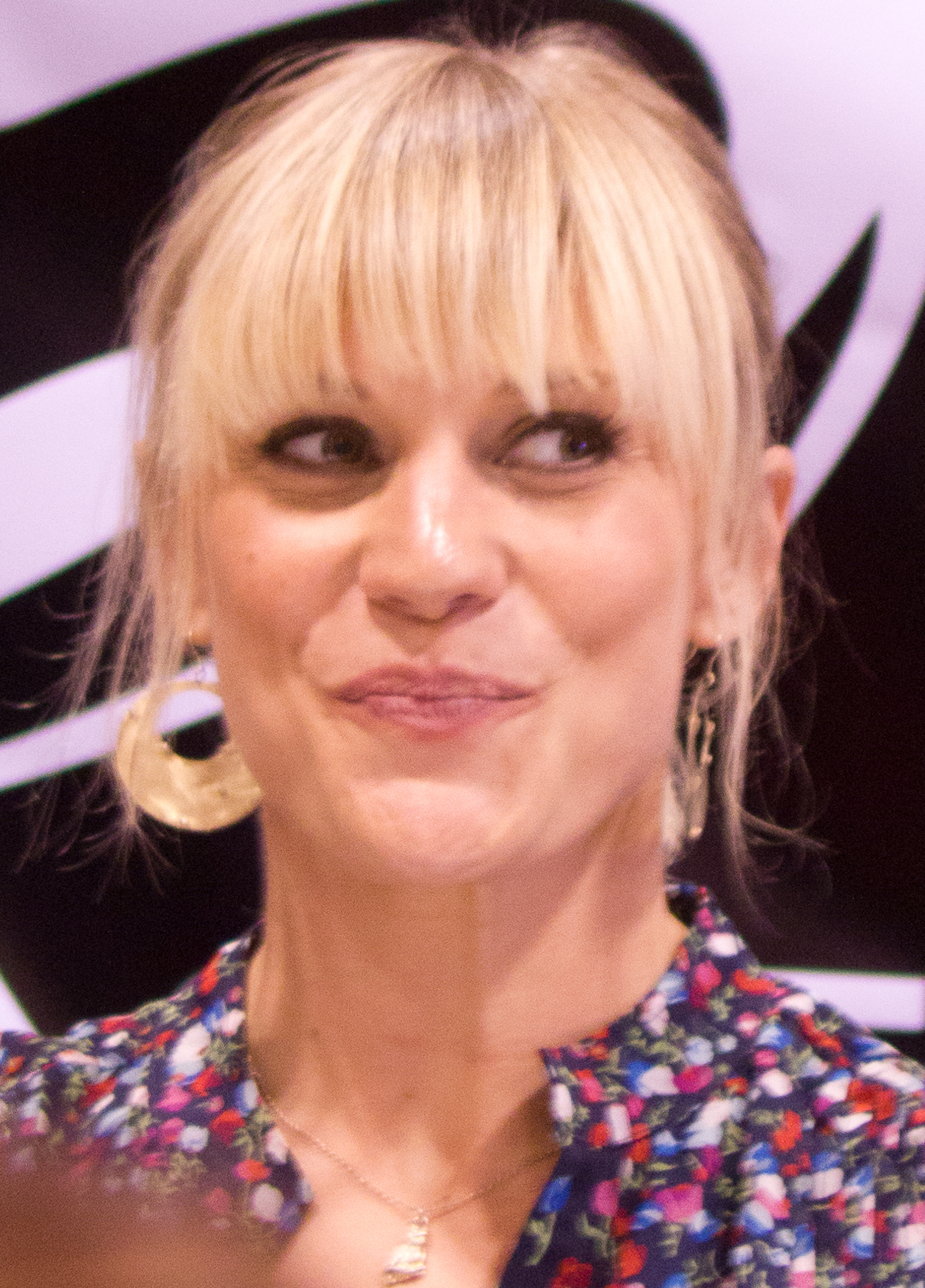
En 2011, à la convention FanExpo au Canada.

En 2010, Katee Sackhoff fait un mauvais choix. En effet, elle décline le premier rôle de la série fantastique Once Upon a Time (qui est attribué, par la suite, à Jennifer Morrison) au profit de Boston's Finest, mais la série n'est finalement jamais commandée. Tandis que la première connaît un large succès sur plusieurs saisons.
Elle accepte alors de rejoindre une série, au succès déjà bien installé, en devenant membre de la distribution principale de la série d'espionnage 24 heures chrono, pour la saison 8. Elle y joue le rôle de Dana Walsh, une analyste de la CAT qui a une liaison cachée avec le personnage joué par Freddie Prinze Jr..
Durant cette période, la production des Experts recontacte l'actrice et finit par lui confier le rôle récurrent de l'inspecteur Reed. Elle participe également aux séries d'animation Futurama et The Cleveland Show.
Entre 2012 et 2017, elle incarne Victoria « Vic » Moretti dans la série policière d'A&E Longmire. Parallèlement, elle s'engage sur la série d'animation Star Wars: Clone Wars. Longmire raconte l'histoire de Walt Longmire, incarné par Robert Taylor, qui tente de se remettre de la mort de sa femme et se représente en tant que shérif du comté d'Absaroka. Derrière l'intrigue policière, la série évoque les problèmes d'intégration des Amérindiens, un thème cher à l'auteur.

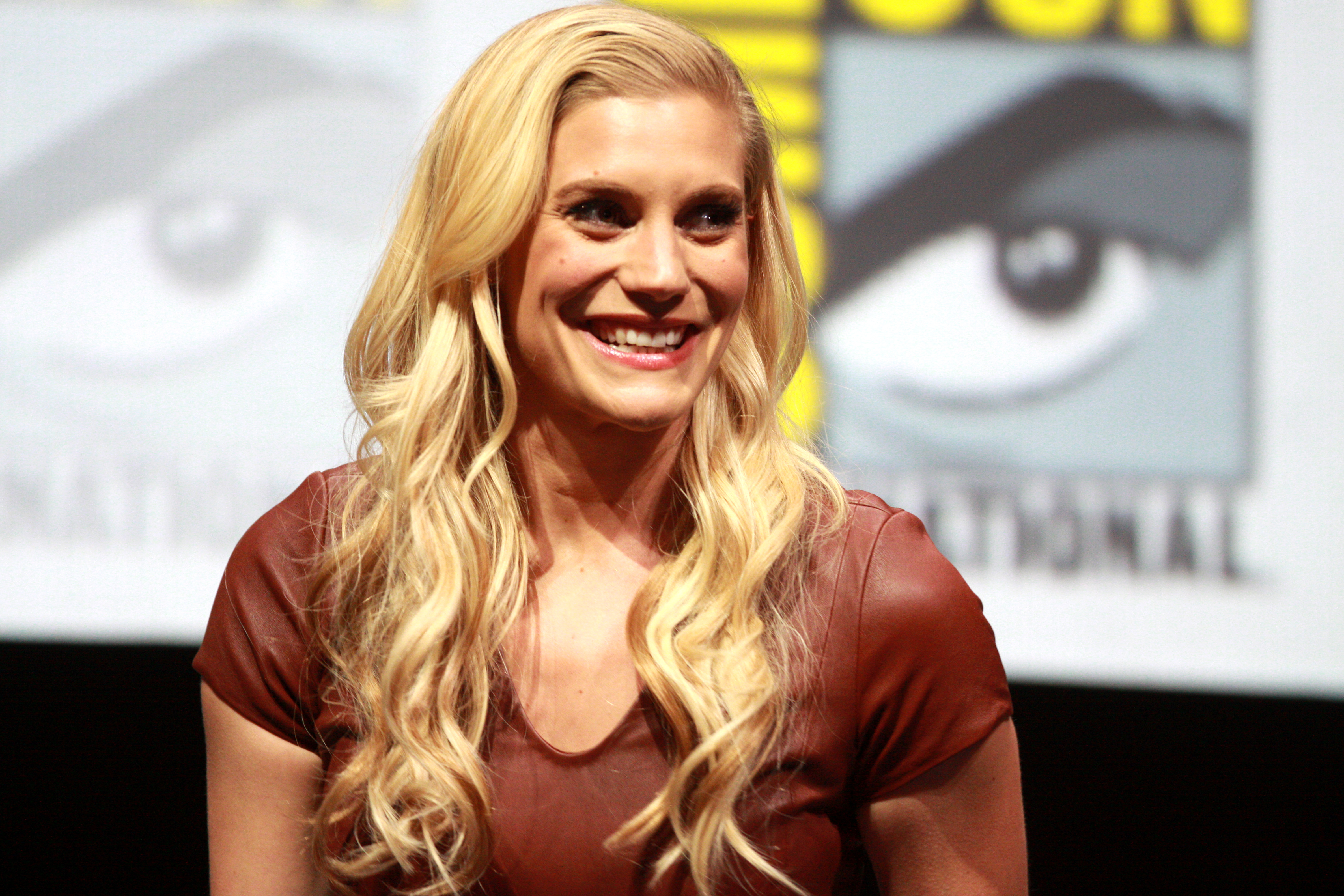
Lors de l'édition 2013 de la Comic-Con de San Diego pour la promotion du film Riddick.

En 2013, Sackhoff est nommée pour le prix de la meilleure actrice dans une série télévisée dramatique lors de la cérémonie des Women's Image Network Awards. L'année où elle incarne Dahl, une chasseuse de prime dans Riddick (The Chronicles of Riddick Dead Man Stalking). Il s'agit de la suite chronologique de Pitch Black et des Chroniques de Riddick. Le film est un succès en salles et décroche la première place du box-office à sa sortie.
La même année, elle joue dans le film d'horreur Oculus. Avant sa sortie mondiale en 2014, le film a été diffusé en avant-première au festival international du film de Toronto en 2013. En France, le film est sorti directement en vidéo en 2015 après avoir été diffusé au festival international du film fantastique de Gérardmer la même année. Cette production, au budget minimal de 5 millions de dollars, qui met en vedette Karen Gillan dans le rôle d'une jeune femme convaincue qu'un miroir est responsable de la mort de ses parents, est largement rentabilisée. Elle lui permet de remporter le prix de la meilleure actrice dans un rôle secondaire aux Fangoria Chainsaw Award.
En 2014, elle dément être en tête de liste afin d'incarner le personnage de Captain Marvel. C'est aussi une année qui coincide avec l'annulation de Longmire par A&E mais qui est ensuite récupérée par Netflix pour trois saisons supplémentaires,,.

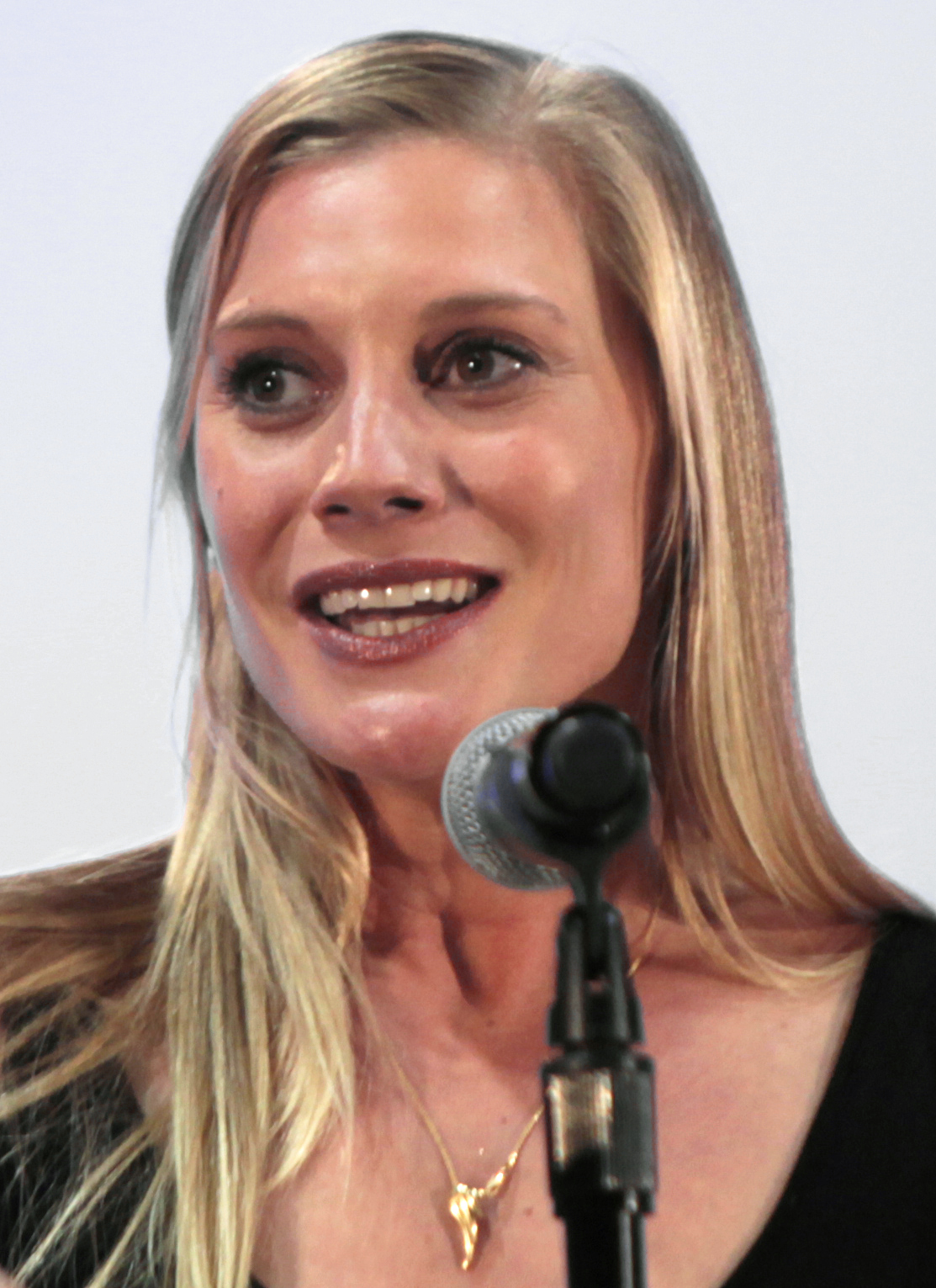
Et en 2015, à la Comic-Con de Phoenix.

En 2015, elle incarne le personnage de Sarah Hall dans le jeu vidéo Call of duty : Black ops 3. La même année, elle est supposée jouer le premier rôle d'une série dont elle est la productrice, Rain, mais qui n'est cependant pas retenue, et elle joue dans un court métrage de Joseph Kahn centré sur les Power Rangers. Deux ans plus tard, une grande partie de la distribution de Battlestar Galactica se rassemble à l'occasion du ATX Television Festival.
En 2018, elle continue de prêter sa voix à des personnages, pour le jeu vidéo EVE Valkyrie. Entre-temps, elle est un personnage récurrent de la saison 4 de Flash, elle y incarne l'antagoniste Amunet, créditée en tant qu'invitée spéciale.
Finalement, en 2019, elle fait son retour au premier plan, et retrouve le genre qui la révélée auprès du grand public, la science-fiction, pour la série Another Life de la plateforme Netflix,,. Tièdement accueilli par la presse le programme est tout de même renouvelé pour une seconde saison, en 2020. La même année, elle fait son retour sur le plateau de la série Flash,.
À partir de 2020, elle interprète Bo-Katan Kryze dans The Mandalorian, série de la franchise Star Wars.

### Vie privée
Katee Sackhoff a trois tatouages : le symbole chinois pour choix dans la nuque ; une croix sur l'épaule qui est toujours cachée lors du tournage de Battlestar Galactica car le christianisme n'existe pas dans l'univers de la série ; et un texte, « bona fiscalia » (« propriété publique » en latin juridique), sur le bras. Sa vie privée influe assez bien sur son personnage emblématique : son anneau au pouce est un symbole d'union avec Zak Adama et la décision d'arrêter de fumer de l'actrice entre les saisons 2 et 3 est reflétée dans la série.
En 2009, l'actrice révèle avoir été atteinte d'un cancer de la thyroïde. Sa maladie s'est déclarée pendant le tournage de la saison 4 de Battlestar Galactica. Elle est aujourd'hui en rémission.
En 2015, elle confirme entretenir une relation avec l'acteur néo-zélandais Karl Urban.
Elle s'est fiancée à Robin Gadsby le 8 avril 2020, le jour de son quarantième anniversaire.

## Filmographie

### Cinéma

#### Longs métrages
- 2001 : My First Mister de Christine Lahti : Ashley
- 2002 : Halloween: Resurrection de Rick Rosenthal : Jenna « Jen » Danzig
- 2007 : La Voix des morts : la lumière de Patrick Lussier : Sherry Clarke
- 2007 : The Last Sentinel de Jesse V. Johnson : La fille
- 2013 : The Haunting in Connecticut 2: Ghosts of Georgia de Tom Elkins : Joyce
- 2013 : Sexy Evil Genius de Shawn Piller : Nikki Franklyn (direct-to-video- également coproductrice)
- 2013 : Riddick de David Twohy : Dahl
- 2013 : Oculus (The Mirror) de Mike Flanagan : Marie Russell
- 2014 : Tell de J.M.R. Luna : Beverly
- 2016 : Girl Flu. de Dorie Barton : Jenny
- 2016 : Baba Yaga (Don't Knock Twice) de Caradog W. James : Jess
- 2018 : Origine Inconnue de Hasraf Dulull : Mackenzie 'Mack' Wilson
- 2025 : Fight or Flight de James Madigan : Katherine Brunt

#### Court métrage
- 2015 : Power Rangers Unauthorized de Joseph Kahn : Kimberly/Ranger Rose

#### Films d'animation
- 2011 : Batman: Year One de Sam Liu et Lauren Montgomery : Sarah Essen
- 2017 : The Machine de Caradog W. James : Nadia
- 2024 : Watchmen de Brandon Vietti : Laurie Juspeczyk / Spectre soyeux II

### Télévision

#### Téléfilms
- 1998 : Un choix difficile de Sam Pillsbury : Karen Gotatus
- 1999 : Locust Valley de Peter Lauer : Claire Shaw
- 1999 : Hefner: Unauthorized de Peter Werner : Mary
- 2007 : Mon plus beau souhait de David Winkler : Sara Jacob
- 2007 : Razor de Félix Enríquez Alcalá : Kara « Starbuck » Thrace
- 2009 : The Plan de Edward James Olmos : Kara « Starbuck » Thrace
- 2012 : Le Tueur du campus (A Deadly Obsession) de John Stimpson : Suzanne
- 2021 : La fabuleuse parade de Noël (Christmas Sail) de Stacey N. Harding : Elizabeth « Liz » Darling

#### Séries télévisées
- 1999 : Zoe, Duncan, Jack and Jane : Susan (1 épisode)
- 1999 : Chicken Soup for the Soul : Claire (1 épisode)
- 2000 : Undressed : Annie (4 épisodes)
- 2000 - 2001 : The Fearing Mind : Lenore Fearing (13 épisodes)
- 2001 - 2002 : The Education of Max Bickford : Nell Bickford (22 épisodes)
- 2002 : Urgences : La petite amie de Jason ( saison 9, épisode 5)
- 2003 : Battlestar Galactica : Kara « Starbuck » Thrace (mini-série, 2 épisodes)
- 2003 : Boomtown : Holly (1 épisode)
- 2004 : Cold Case : Affaires classées : Terri Maxwell en 1969 (1 épisode)
- 2004 - 2009 : Battlestar Galactica : Kara « Starbuck » Thrace (71 épisodes)
- 2007 : Bionic Woman : Sarah Corvus (saison 1, 5 épisodes)
- 2008 : Late Show with David Letterman : Kara « Starbuck » Thrace (1 épisode)
- 2008 : New York, police judiciaire : Dianne Cary (1 épisode)
- 2009 : Nip/Tuck : Teddy Rowe (saison 5, 4 épisodes)
- 2009 : Lost & Found de Michael Engler : Tessa Cooper (pilote non retenu par NBC)
- 2009 et 2010 : The Big Bang Theory : Elle-même (saisons 3 et 4, 2 épisodes)
- 2010 : Boston's Finest de Gary Fleder : Julia Scott (pilote non retenu par ABC)
- 2010 : 24 heures chrono : Dana Walsh (saison 8, 20 épisodes)
- 2010 - 2011 : Les Experts : Inspecteur Frankie Reed (saison 11, épisodes 6, 8 et 14)
- 2011 : Workaholics : Rachel (saison 2, épisode 8)
- 2012 - 2017 : Longmire : Victoria Moretti (63 épisodes)
- 2017 - 2018 et 2020 : Flash : Amunet Black / Blacksmith (6 épisodes)
- 2019 - 2020 : Another Life : Niko Breckenridge (11 épisodes - également productrice de 4 épisodes)
- 2020- : The Mandalorian : Bo-Katan Kryze (saisons 2 et 3)
- 2026 : Carrie

#### Séries d'animation
- 2007- : Robot Chicken : Kara Thrace / Bitch Puddin' / Dumpster / ...
- 2010 : Futurama : Grrrl (saison 6, épisode 11)
- 2011 : The Super Hero Squad Show : Miss Hulk (1 épisode)
- 2011 : The Cleveland Show : elle-même (1 épisode)
- 2012-2020 : Star Wars : The Clone Wars : Bo-Katan Kryze (saisons 4 et 5, 4 épisodes ; saison 7, 5 épisodes)
- 2017 : Star Wars Rebels : Bo-Katan Kryze (saison 4, épisodes 1 et 2)
- 2024 : Tales of the Empire : Bo-Katan Kryze (saison 1, épisode 3)

## Ludographie
- 2007 : Halo 3 : Femme Marine 3
- 2008 : Resistance 2 : Cassie Aklin
- 2011 : Spider-Man : Aux frontières du temps : Black Cat
- 2015 : Call of Duty: Black Ops III : Sarah Hall
- 2016 : Eve: Valkyrie : Ran Kavik
- 2018 : Call of Duty: Black Ops IIII : Sarah Hall

## Distinctions
Sauf indication contraire ou complémentaire, les informations mentionnées dans cette section proviennent de la base de données IMDb.

### Récompenses
- Saturn Awards 2006 : meilleure actrice de télévision dans un second rôle pour Battlestar Galactica
- Fangoria Chainsaw Award 2015 : meilleure actrice dans un second rôle pour The Mirror

### Nominations
- Saturn Awards 2004 : meilleure actrice de télévision dans un second rôle pour Battlestar Galactica
- Scream Awards 2006 : meilleure révélation pour Battlestar Galactica
- Saturn Awards 2007 : meilleure actrice de télévision pour Battlestar Galactica
- SFX Awards 2007 : meilleure actrice de télévision pour Battlestar Galactica
- Saturn Awards 2009 : meilleure actrice de télévision dans un second rôle pour Battlestar Galactica
- Scream Awards 2009 : meilleure actrice dans une série télévisée de science-fiction pour Battlestar Galactica
- Teen Choice Awards 2010 : meilleure actrice dans une série télévisée d'action pour 24
- Women's Image Network Awards 2013 : meilleure actrice dans une série télévisée dramatique pour Longmire
- Behind the Voice Actors Awards 2014 : meilleure performance de doublage féminin dans un second rôle dans une série télévisée pour Star Wars: The Clone Wars

## Voix francophones
En version française, Katee Sackhoff est principalement doublée par Ariane Deviègue depuis la série Battlestar Galactica. Elle la retrouve notamment dans Nip/Tuck, 24 heures chrono, Les Experts, Longmire, Flash ou encore Another Life.
Katee Sackhoff est également doublée par Chantal Baroin dans la franchise Star Wars, ainsi qu'à titre exceptionnel par Laura Préjean dans Boomtown, Catherine Cipan dans La Voix des morts : La Lumière, Adeline Moreau dans Le Tueur du campus et Marie-Laure Dougnac dans Riddick.